# El Tiempo y las viejas
El tiempo y las viejas o ¿Fui yo? es un cuadro del pintor español Francisco de Goya. Pertenece a la colección del Palais des Beaux-Arts de Lille.

## Creación
Durante la Guerra de Independencia española (1808-1814), Goya recibió pocos encargos oficiales. En los años finales del conflicto, abandonó brevemente el tema de la guerra en sus obras y regresó a la sátira sobre la sociedad y sus vicios, que ya había aparecido en su serie de grabados titulada Los caprichos. Sin embargo, la paleta de colores y la interpretación cambian, lo que da a las obras una nueva expresión. Las escenas de género creadas durante este período incluyen representaciones de viejas brujas y prostitutas, como la más conocida Majas al balcón, Maja y celestina, El Tiempo y las viejas, así como gente del pueblo en el trabajo: El afilador, La fragua y La aguadora. Este período supuso también la ruptura definitiva de Goya con la pintura del siglo XVIII y el idílico estilo rococó de sus cartones para tapices
Como en el caso de muchas de las pinturas de españoles comunes y corrientes de Goya, la pintura El Tiempo y las viejas no fue encargada, exhibida o vendida durante la vida del pintor. Fue creada por gusto del artista o para decorar su propia casa en la calle Valverde de Madrid. La yuxtaposición de Majas al balcón y Maja y celestina con el cuadro El Tiempo y las viejas enfatiza el tema de la fugacidad de la belleza.
En el inventario de los bienes de Goya, elaborado en 1812 tras la muerte de su esposa, el cuadro El Tiempo y las viejas ocupa el puesto 23, y bajo el número 24 se anotan "dos cuadros de mujeres jóvenes en el balcón" (Majas al balcón y Maja y celestina). Estas tres pinturas son de tamaño similar y están ejecutadas sobre otras tres obras de otro pintor de principios del siglo XVII, probablemente de la escuela española: Los exámenes radiográficos revelaron que las obras más antiguas representaban alegorías de los elementos basadas en grabados de Adriaen Collaert. El Tiempo y las viejas se pintó sobre la alegoría del aire, Majas en el balcón de la tierra, y Maja y celestina sobre el fuego. Durante la guerra, el pintor carecía de los materiales básicos de trabajo, por lo que en ocasiones también pintaba sobre sus propios cuadros y lienzos reutilizados. Elementos similares en el inventario, dimensiones similares y el hecho de que estas tres pinturas fueron creadas sobre otras obras que constituían una serie, sugieren que estas obras también constituyen un grupo en el que los significados individuales de las obras se complementan entre sí.

## Descripción

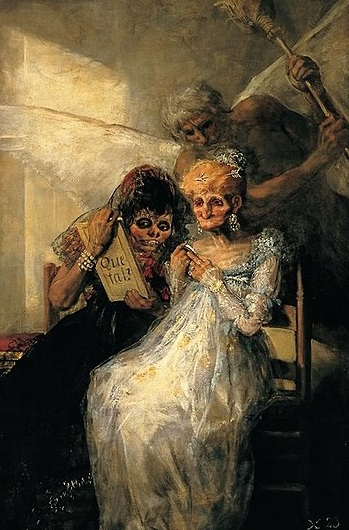
Composición original sin los bordes añadidos, 161 x 105 cm.

En el caso de El Tiempo y las viejas, la sátira parece ser extremadamente contundente. La protagonista es una vieja decrépita y escuálida, sentada en compañía de una fiel amiga, ambas ricamente ataviadas y enjoyadas, haciendo gala de impenitente coquetería, y de una vida acomodada venida a menos, como sugiere la pobre silla sobre la que se sienta. Luce un vestido de gasa a la moda francesa, estilo imperio, blanco con bordados florales celestes, sin duda más apropiado para una jovencita. Su amiga, un poco más discreta, viste de negro, un vestido al estilo español con mantilla, aunque porta una pesada capa de maquillaje sobre el rostro cadavérico. Es morena y la sentada rubia, esta sostiene en sus manos una miniatura, probablemente con un retrato de sí misma en la flor de su juventud y belleza, o, menos probable, de un ya lejano pretendiente. La morena, probablemente una leal dama de compañía, le sostiene con ambas manos un espejo rectangular, detrás del que irónicamente aparece escrito "Qué tal?". Ante el reflejo del rostro marchito y melancólico, la anciana frunce la boca desdentada, frustrada ante la comparación.
Detrás de las mujeres, un desnudo y vigoroso anciano alado, la personificación del Tiempo, también mira su reflejo en el espejo. En lugar de la típica guadaña, blande una escoba presto a barrer el polvo en el que en breve se van a convertir las viejas caducas y su inútil vanidad.
Se ha especulado que la anciana del cuadro podría representar a la reina María Luisa, ya que tiene un pasador de diamantes con forma de flecha de Cupido en el pelo, similar al que luce María Luisa en el cuadro La familia de Carlos IV. De hecho, fue un adorno popular impuesto por la moda francesa. La segunda mujer se interpreta entonces como la duquesa de Alba, cercana al pintor, considerada una auténtica rival de la reina en la corte en cuanto a coquetería y moda.
Las dimensiones originales del cuadro, 161 × 105 cm, se conocen del catálogo de la colección del rey Luis Felipe y de una fotografía tomada durante este período. A la pintura se le añadieron posteriormente unos 20 cm en todos los bordes. Así se incluyeron a la izquierda el final del ala derecha del Tiempo, el palo de la escoba a la derecha y los pies de la anciana abajo. La pintura probablemente fue ampliada hacia 1873, cuando terminó en la colección del Palais des Beaux-Arts de Lille junto con La carta. Las nuevas dimensiones lo acercan así a las dimensiones de La carta, 181 × 122 cm, con la que se la emparejó al punto de ser esta última nombrada en muchas ocasiones Las jóvenes.

## Procedencia
El cuadro fue mencionado en el inventario de bienes de Goya elaborado en 1812 tras la muerte de su esposa. El inventario se creó para dividir la propiedad entre el pintor y su hijo Javier. Hay una marca de inventario X.23 en la esquina inferior derecha de la imagen. En 1825, el barón Isidore-Justin-Séverin Taylor compró el cuadro a Javier Goya, por encargo del rey Luis Felipe. Fue uno de los ocho lienzos de Goya comprados por el rey y exhibidos en la Galerie espagnole de Paris en el Louvre entre 1838 y 1848, hasta el destronamiento del soberano. En 1853 se puso a la venta la colección del rey, considerada propiedad privada. Ahora es una de las dos pinturas de Goya en la colección del Palais des Beaux-Arts en Lille, junto con La carta.